# Michel Montgermont
Michel Montgermont (ur. 31 marca 1947, zm. 27 stycznia 2018) – francuski lekkoatleta specjalizujący się w biegach płotkarskich.
Największy sukces w karierze odniósł w 1966 r. w Odessie, zdobywając na europejskich igrzyskach juniorów brązowy medal w biegu na 400 metrów przez płotki (uzyskany czas: 53,5). W 1971 r. uczestniczył w rozegranych w Helsinkach mistrzostwach Europy – w biegu na 400 m ppł zajął w półfinale 8. miejsce (uzyskany czas: 52,77) i nie awansował do finału.
W lekkoatletycznych mistrzostwach Francji zdobył dwa złote medale w biegu na 400 m ppł – 1970, 1971.
Rekord życiowy w biegu na 400 m ppł – 50,8 (1971)